# Cenelle
Pour les articles homonymes, voir Cenelle (homonymie).
La cenelle, parfois écrit senelle, est le fruit du houx ou celui de l'aubépine. Celle-ci est d'ailleurs parfois appelée cenellier.

## Cenelles de houx

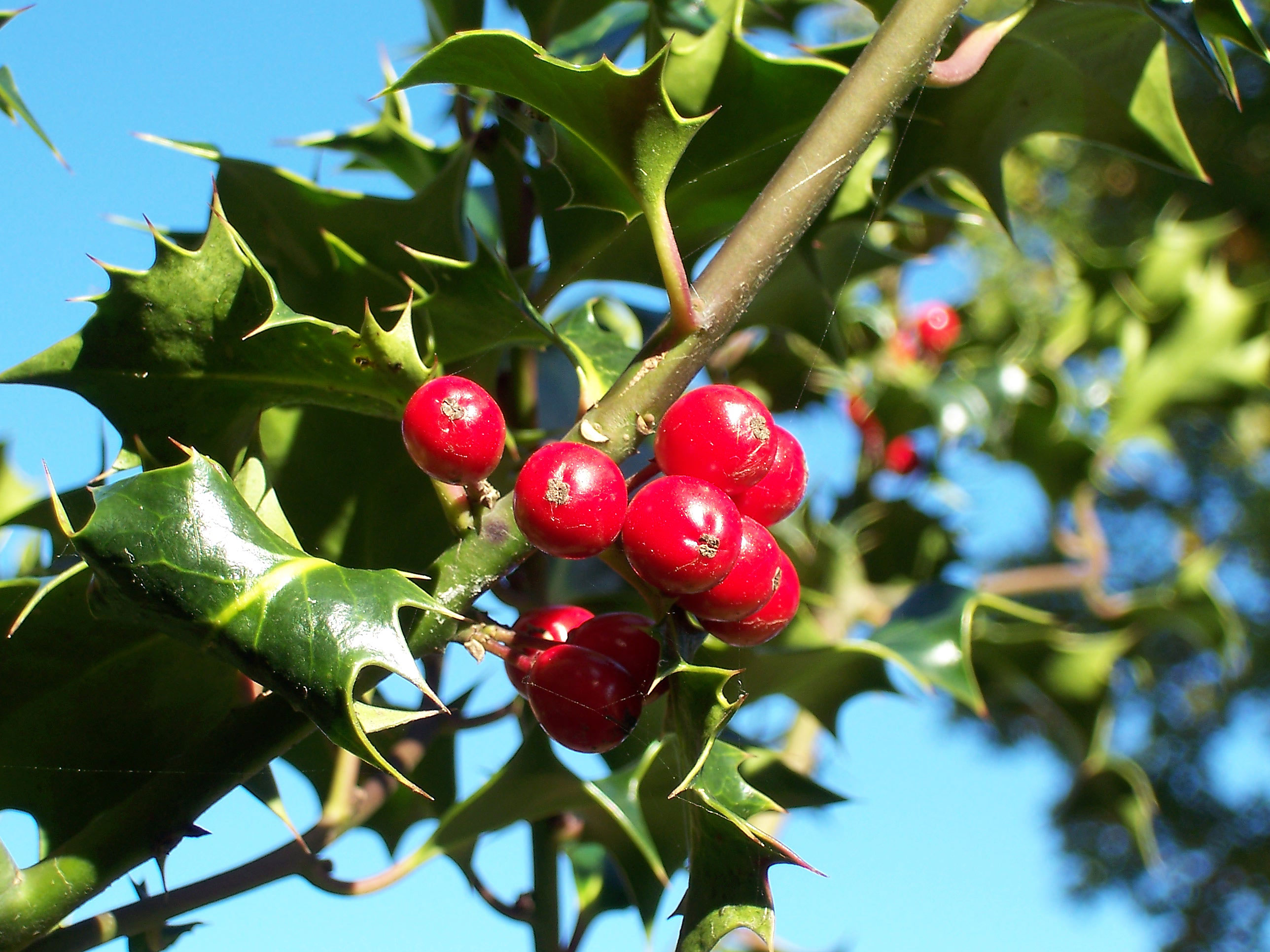
Cenelles de houx

Les fruits du houx n'apparaissent que sur les pieds femelles et sont de petites drupes sphériques de 8 à 10 mm de diamètre, longtemps vertes puis jaunes et rouge éclatant (parfois restant jaunes) à maturité, qui contiennent deux quatre noyaux jaunâtres striés, enserrant une graine lignifiée. Ces fruits qui murissent en fin d'été ont une toxicité légère et persistent tout l'hiver. Leurs graines sont dispersées naturellement par les oiseaux (merles et grives), assez friands de la chair farineuse des fruits (dispersion par ornithochorie).

## Cenelles d'aubépine

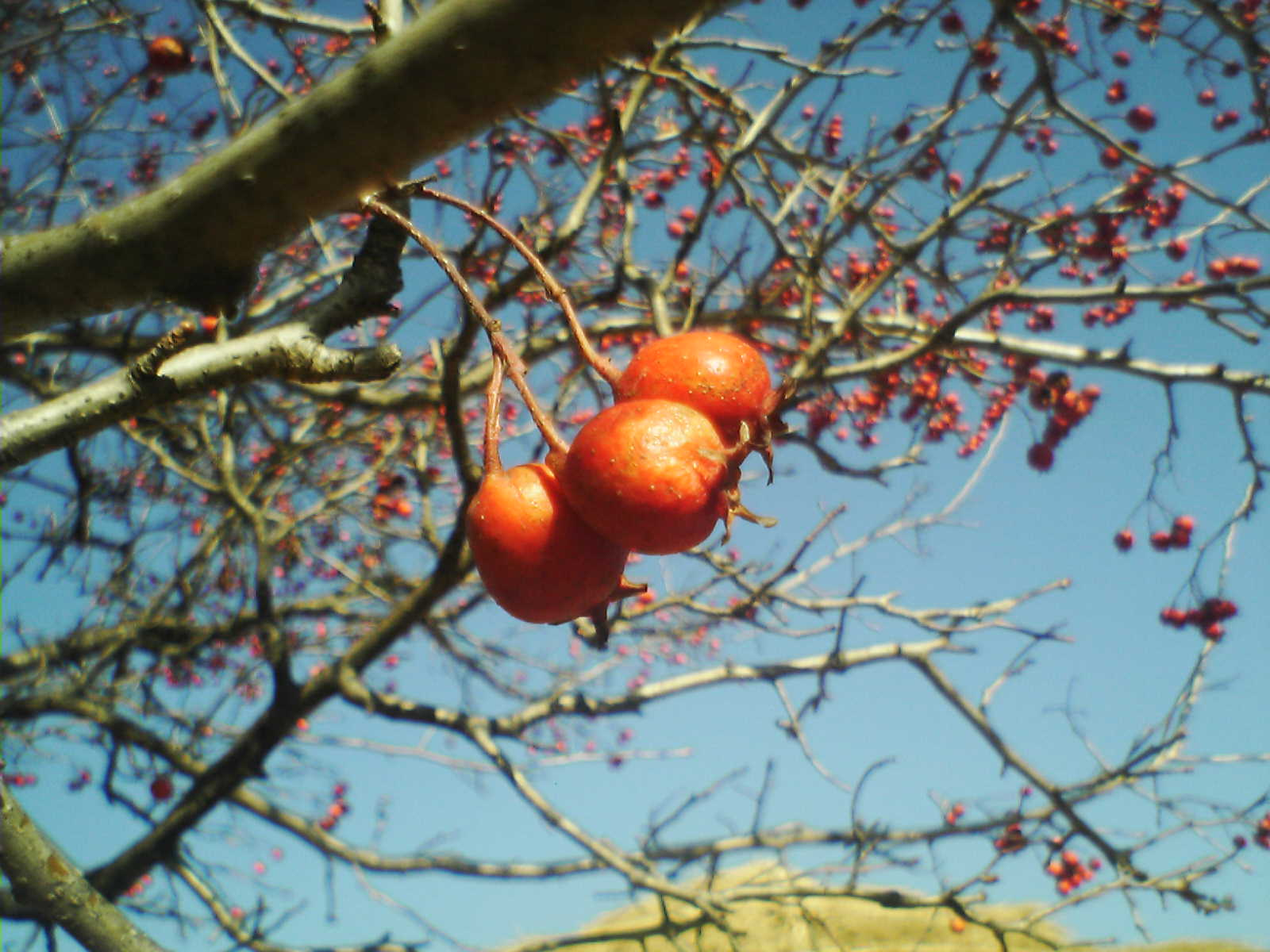
Cenelles de Crataegus altaica

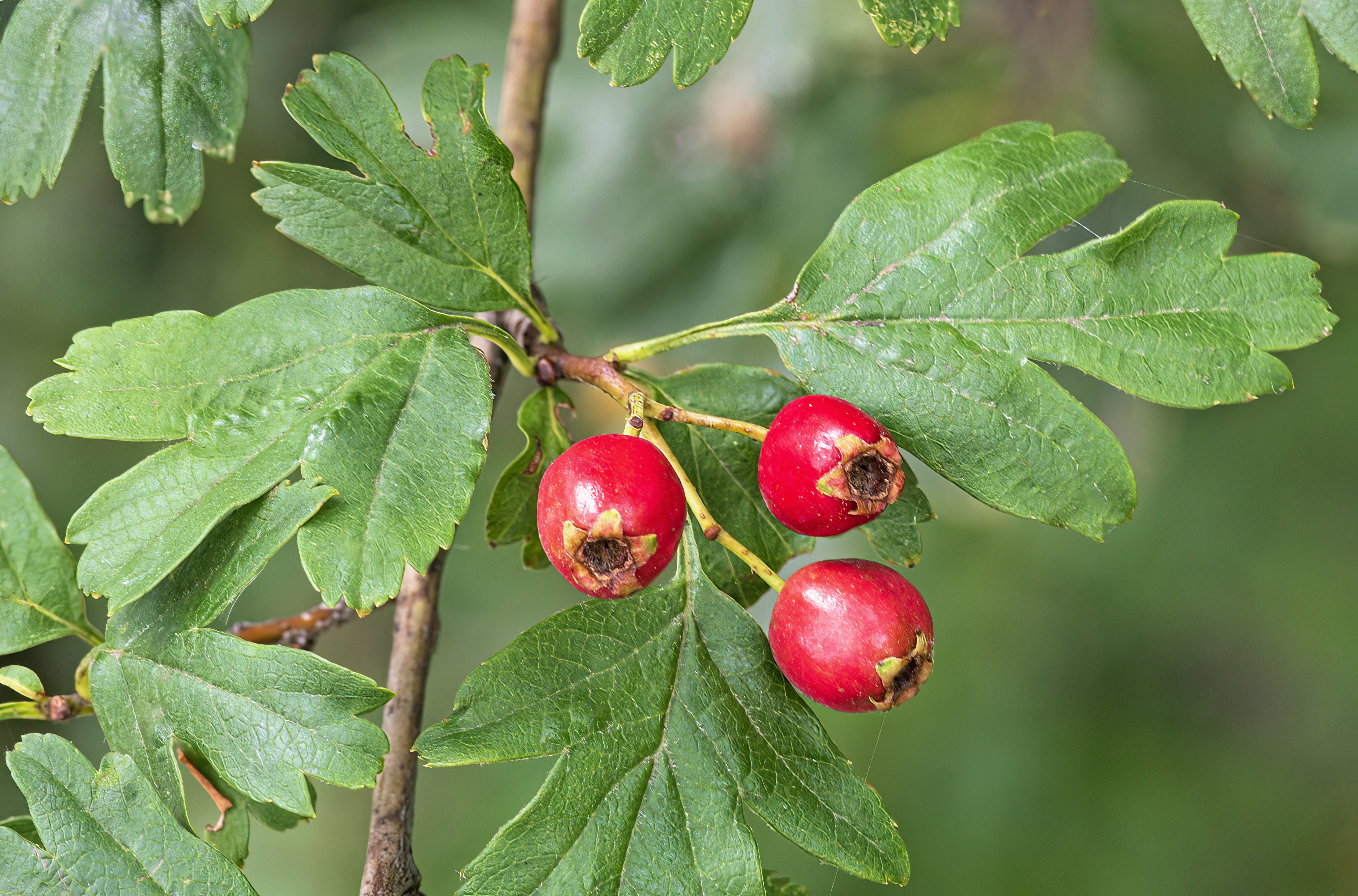
Cenelles de Crataegus monogyna

Les cenelles de l'aubépine sont en fait des faux-fruits, la partie comestible étant constituée par le réceptacle floral hypertrophié et charnu, le vrai fruit étant le noyau interne.
La cenelle a aussi pour noms locaux poire à bon Dieu, poire d’oiseau, poire à cochons, poiriette, hague en Normandie (cf. norvégien hagtorn, anglais hawthorn), Mehlbeere « baie à farine » en Allemagne où on en fait du pain.[réf. souhaitée]

### Utilisations
Les cenelles d'aubépine ont été traditionnellement utilisées, comme les fleurs, en cas de palpitations cardiaques de l'adulte (si le cœur est sain), et de troubles du sommeil (grâce à la présence de composés procyanidiques et de flavonoïdes qui ont un effet sédatif et sur la circulation coronarienne),

### Représentation artistique

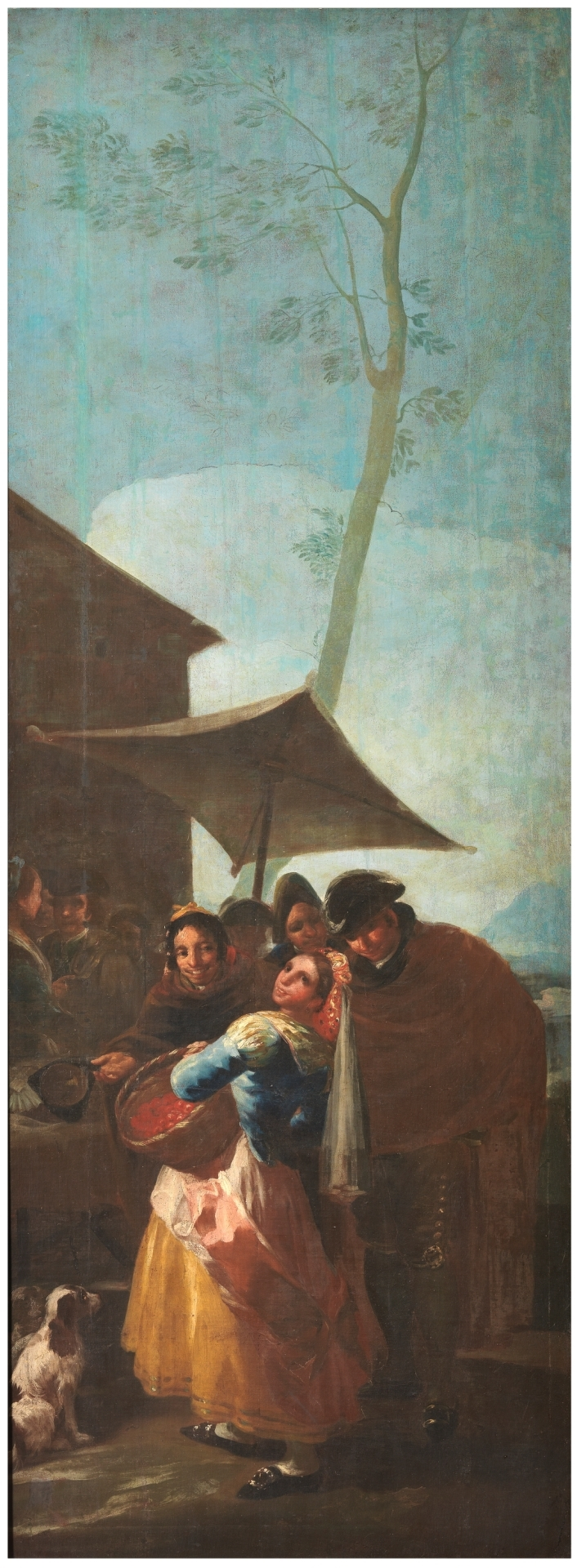
La Vendeuse de cenelles, par Goya

- La Vendeuse de cenelles, Francisco de Goya, 1770.

### Espèces fruitières
La cenelle est souvent insipide (léger arôme de pomme), farineuse et de petite taille. Toutefois, il existe des espèces et variétés d'aubépine utilisées comme des arbres fruitiers classiques :
- En Europe :
  - l'azérolier (Crataegus azarolus) en région méditerranéenne
  - Crataegus schraderiana : venant du sud de l'Europe, fruit de 15 mm de diamètre au goût de pomme, rustique à -18 °C, très réputé pour ses fruits.

- En Amérique du Nord : espèces rustiques (-25 °C) de 6 à 10 m de haut produisant des fruits juteux rouges et sucrés. 
  - Crataegus arnoldiana : production tardive en automne
  - Crataegus crus-galli : l'aubépine ergot de Coq, fruits précoces de 15 mm de diamètre.
  - Crataegus durobrivensis : fruits précoces de 15 mm de diamètre.
  - Crataegus ellwangeriana : fruits de 20 mm de diamètre.
  - Crataegus mollis : fruits rouges de 12 à 25 mm de diamètre.
  - Crataegus pedicellata : floraison tardive, fruit de 2 cm de long au goût de pomme.

- En Amérique centrale : Rustique jusqu'à -10 °C.
  - la pomme de mai (Louisiane) ou « cenelle de mai », Crataegus opaca et Crataegus aestivalis dans le sud des États-Unis
  - le tejocote ou « aubépine du Mexique » (Crataegus mexicana ou Crataegus pubescens) : originaire du Mexique, fruits de 15 à 18 mm de diamètre.

- En Asie :
  - Crataegus altaica (syn. Crataegus pinnatifida) en Chine et en Asie centrale, en chinois shānzhā bǐng, littéralement « flocon d'aubépine ». La variété Big Golden Star donne des fruits rouge foncé de 25 mm de diamètre. On les utilise notamment pour les très célèbres bingtang hulu pékinois.
- Crataegus tanacetifolia : originaire de Syrie, fruits de 25 mm de diamètre, rouge orangé et de bon arôme.

## Étymologie
L’étymologie du terme cenelle n'est pas assurée. Un dérivé non attesté *acinella du latin acinus signifiant « baie » fait difficulté, car on doit supposer une aphérèse du a- initial, en outre le correspondant provençal (occitan) est de type assan(h)a, ce qui s'accorde mal avec cette hypothèse. Il faut plutôt penser à un étymon prélatin, mais il n'a pas été identifié avec certitude.